# Мерате
Мерате (итал. Merate, ломб. Meraa) — город в Италии, в области Ломбардия, подчиняется административному центру Лекко.
Население коммуны составляет 14 359 человек (на 2004 г.), плотность населения — 1279 чел./км². Коммуна занимает площадь 11 км². Почтовый индекс — 23807. Телефонный код — 039.
Покровителем населённого пункта считается Амвросий Медиоланский. Праздник ежегодно отмечается 7 декабря.
В 1923 году в Мерате была основана крупнейшая на тот момент обсерватория в Италии — Астрономическая обсерватория Мерате.

## Города-побратимы
- Бюзансе, Франция
- Каппельн, Германия